# Гайді (опосум)
Гайді (нім. Heidi) (травень 2008 — 28 вересня 2011) — косоока самка віргінського опосума, що жила в Лейпцизькому зоопарку в Німеччині. У грудні 2010 року косоокий опосум отримав міжнародну популярність після того, як його фотографія була надрукована в газеті «Bild». На честь Гайді була написана пісня, що стала популярною на YouTube, і створена лінійка м'яких іграшок.
У липні 2011 року в зоопарку було відкрито виставку тропічних тварин, де Гайді була виставлена поряд з іншими опосумами — її сестрою Наїр і самцем по кличці Тедді. Як говорилося в пресі, Гайді є однією з небагатьох мешканців зоопарків, які отримали світову популярність за останні кілька років. Її попередниками із зоопарків Німеччини були ведмеді Кнут і Флоке, а також восьминіг Пауль.
28 вересня 2011 року Гайді приспали. Таке рішення прийняло керівництво зоопарку через похилий, для опосумів, вік. Рішення про усипляння було прийнято в інтересах тварини, оскільки ряд хвороб, пов'язаних зі старістю, могли б ускладнювати життя Гайді.

## Біографія
Гайді разом зі своєю сестрою Наїр була кинута господарями в США і вирощена притулком у Північній Кароліні, звідки її перевезли до Німеччини. Прибула в Лейпциг вона не в кращій формі — розтовстілою і косоокою, ймовірно внаслідок неправильного годування колишніми господарями.
Косоокість, що стала причиною її популярності, за твердженням фахівців не заважала Хайді в житті, оскільки опосуми — тварини нічні і орієнтуються за рахунок нюху.

## Популярність
У грудні 2010 року німецька газета «Bild» опублікувала фотографії різних тварин, які повинні були бути виставлені в рамках майбутньої виставки фауни Гондвани. Фотографії косоокого віргінского опосума швидко набули популярності. Хоча зоопарк спочатку не планував використовувати популярність тварини в маркетингових цілях, слава Гайді визначила популярність відповідної сторінки в соціальній мережі Facebook і зробила хітами пісні нім. Stefan Langner і нім. Gitta Lüdicke. Пісня під назвою Opossum Heidi Schielt (Коса опосум Гайді) виконується групою OposSUM und die Beutelrattenthree. Пісня, що виконується дівочим тріо, включає слова «Гайді така мила. Як добре, що вона є. Я закохалася в неї з першого погляду».
Незважаючи на несподівану популярність опосума, Лейпцизький зоопарк не планував вносити змін у виставку. Прес-секретар Лейпцизького зоопарку заявила на початку січня: «Ми усвідомлюємо той факт, що Гайді отримала велику популярність і що люди хочуть бачити її, але ми не плануємо змінювати напрямок виставки — вона лише один з багатьох звірів».

## Смерть
Гайді була приспана 28 вересня 2011 року. Рішення було прийнято керівництвом Лейпцизького зоопарку після того, як Гайді кілька тижнів страждала остеопорозом.